# Ludwig Hörmann
Ludwig Hörmann, nacido en Múnich el 6 de septiembre de 1918 y fallecido el 11 de noviembre de 2001 en la misma ciudad, fue un ciclista profesional alemán.

## Palmarés
1946
- 3.º en el Campeonato de Alemania en Ruta

1950
- 3.º en el Campeonato de Alemania en Ruta

1951
- Campeonato de Alemania en Ruta
- 1 etapa de la Vuelta a Alemania

1952
- Campeonato de Alemania en Ruta
- 3.º en el Campeonato del Mundo en Ruta

1953
- 1 etapa del Tour du Sud-Est

## Resultados en las Grandes Vueltas y Campeonatos del Mundo
| Carrera         | 1946 | 1947 | 1948 | 1949 | 1950 | 1951 | 1952 | 1953 | 1954 |
| --------------- | ---- | ---- | ---- | ---- | ---- | ---- | ---- | ---- | ---- |
| Giro de Italia  | -    | -    | -    | -    | -    | -    | -    | -    | -    |
| Tour de Francia | -    | -    | -    | -    | -    | -    | -    | -    | -    |
| Vuelta a España | -    | -    | -    | -    | -    | -    | -    | -    | -    |
| Mundial en Ruta | -    | -    | -    | -    | -    | Ab.  | 3º   | 14º  | -    |

-: no participa 

Ab.: abandono 